# José Inés Salazar
Pour les articles homonymes, voir Salazar.
 (juin 2024).
La mise en forme du texte ne suit pas les recommandations de Wikipédia : il faut le « wikifier ».
Les points d'amélioration suivants sont les cas les plus fréquents :
- Les titres sont pré-formatés par le logiciel. Ils ne sont ni en capitales, ni en gras.
- Le texte ne doit pas être écrit en capitales (les noms de famille non plus), ni en gras, ni en italique, ni en « petit »…
- Le gras n'est utilisé que pour surligner le titre de l'article dans l'introduction, une seule fois.
- L'italique est rarement utilisé : mots en langue étrangère, titres d'œuvres, noms de bateaux, etc.
- Les citations ne sont pas en italique mais en corps de texte normal. Elles sont entourées par des guillemets français : « et ».
- Les listes à puces sont à éviter, des paragraphes rédigés étant largement préférés. Les tableaux sont à réserver à la présentation de données structurées (résultats, etc.).
- Les appels de note de bas de page (petits chiffres en exposant, introduits par l'outil «  Source ») sont à placer entre la fin de phrase et le point final[comme ça].
- Les liens internes (vers d'autres articles de Wikipédia) sont à choisir avec parcimonie. Créez des liens vers des articles approfondissant le sujet. Les termes génériques sans rapport avec le sujet sont à éviter, ainsi que les répétitions de liens vers un même terme.
- Les liens externes sont à placer uniquement dans une section « Liens externes », à la fin de l'article. Ces liens sont à choisir avec parcimonie suivant les règles définies. Si un lien sert de source à l'article, son insertion dans le texte est à faire par les notes de bas de page.
- La présentation des références doit suivre les conventions bibliographiques. Il est recommandé d'utiliser les modèles {{Ouvrage}}, {{Chapitre}}, {{Article}}, {{Lien web}} et/ou {{Bibliographie}}. Le mode d'édition visuel peut mettre en forme automatiquement les références.
- Insérer une infobox (cadre d'informations à droite) n'est pas obligatoire pour parachever la mise en page.

Pour une aide détaillée, merci de consulter Aide:Wikification.
Si vous pensez que ces points ont été résolus, vous pouvez retirer ce bandeau et améliorer la mise en forme d'un autre article.
José Inés Salazar (1884 – 9 août 1917) est un général révolutionnaire mexicain qui a dirigé les Orozquistas (en), faction révolutionnaire construite autour de Pascual Orozco, pendant la Révolution mexicaine et a ensuite combattu aux côtés de Pancho Villa. Il était originaire de Casas Grandes (es), dans l'État de Chihuahua.

## Compagnon de Pascual Orozco
Salazar était un bon ami de Pascual Orozco et en 1909, il était rapporté qu'ils étaient impliqués dans le trafic d'armes. Avant la Révolution mexicaine, il était membre du Parti libéral mexicain. Lorsque Francisco I. Madero a appelé à une révolte armée contre le gouvernement de Porfirio Díaz en novembre 1910, Salazar et Orozco ont rejoint la cause. Ils étaient, avec Pancho Villa, responsables des premières victoires contre les forces fédérales pendant l'hiver 1910-1911. Leur plus grande victoire fut la prise de Ciudad Juarez en mai 1911, qui conduisit finalement à l'effondrement du gouvernement Díaz.

## Lutte contre le nouveau gouvernement
Avec le renversement de Porfirio Díaz en mai 1911, un gouvernement intérimaire a été formé pour organiser de nouvelles élections en octobre. En juillet, Francisco Madero a formé un nouveau parti politique pour se présenter à la présidence. Cependant, ses vues libérales modérées ont aliéné bon nombre de ses partisans les plus radicaux. Deux d'entre eux, Francisco et Emilio Vazquez-Gomez, ont tenté de rallier un soutien pour une opposition. Lorsque la victoire de Madero aux élections d'octobre est devenue évidente, les frères Vazquez-Gomez ont commencé à organiser un nouveau soulèvement, affirmant que Madero avait trahi la révolution du printemps. Cette révolte a attiré plusieurs guerriers du nord mécontents de la révolution du printemps, y compris José Salazar. Les hostilités ont atteint un sommet en octobre 1911. Salazar a pris part à cette rébellion de 1912 en collaboration avec Emilio Campa en raison de l'échec de Madero à lui donner un poste de commissaire de police à Casas Grande.
Pascual Orozco a continué de soutenir Madero, et en janvier 1912, il a pu contenir le mouvement Vazquez-Gomez, tant sur le plan militaire que grâce à sa popularité. Cependant, en mars 1912, Orozco s'est également désillusionné avec Madero, et il a fait défection pour rejoindre son vieil ami Salazar une fois de plus. Ce mois-là, Salazar a vaincu la garnison fédérale à Santa Rosalia. En avril, il a forcé Francisco "Pancho" Villa et Maclovio Herrera à quitter Hidalgo del Parral,. Après cette bataille, il a perdu le contrôle de ses troupes, qui ont commencé à piller la ville. Ce comportement a eu de fortes répercussions. L'opinion publique s'est retournée contre Orozco et Salazar et leurs Colorados. Ils ont également reçu de fortes condamnations de la part de la presse américaine lorsque Salazar a permis l'exécution d'un soldat de fortune américain, Thomas Fountain, capturé pour avoir combattu pour Villa.

## Général Orozquiste
En 1912, dans le cadre de leur campagne « Le Mexique pour les Mexicains », Orozco et Salazar ont ordonné aux Mormons de quitter leurs colonies dans l'État de Chihuahua et de Sonora,. En septembre 1912, un des bataillons de Salazar a été mis en déroute lors de la bataille de San Joaquin, Sonora, par un bataillon commandé par le lieutenant-colonel Alvaro Obregón.
En février 1913, un coup d'État de droite a renversé le gouvernement de Madero et Victoriano Huerta est devenu président. Il a rapidement offert une amnistie aux rebelles orozquistes encore actifs à cette époque. Orozco et ses lieutenants, y compris Salazar, ont accepté de cesser de combattre le gouvernement central en échange de postes rémunérés en tant que forces irrégulières mexicaines. En novembre 1913, Salazar commandait une brigade sous les ordres du général Francisco Castro défendant Ciudad Juarez. Le 15, ils ont été attaqués et chassés de Ciudad Juárez par Pancho Villa. Salazar a réussi à se retirer vers le sud jusqu'à Ciudad Chihuahua. Le 23 novembre, le général Salvador Mercado lui a ordonné de diriger une force contre Villa et de reprendre Ciudad Juárez, cette rencontre a ensuite été appelée la bataille de Tierra Blanca. Salazar avait un soutien d'artillerie supérieur, mais le lendemain matin, son armée a été submergée par une attaque coordonnée de la cavalerie de Villa et des hommes de Rodolfo Fierro faisant exploser des matériaux dans les positions arrière de l'armée.
En janvier 1914, Mercado et Salazar ont de nouveau été attaqués par Pancho Villa, cette fois à la ville frontalière d'Ojinaga, dans l'État de Chihuahua. Les deux ont été vaincus et forcés de traverser la rivière jusqu'à Presidio, au Texas. Là, ils ont été arrêtés par l'armée américaine et internés à Fort Bliss. Salazar a été accusé de contrebande de munitions vers le Mexique. Un jury fédéral à Santa Fe, au Nouveau-Mexique, l'a acquitté en mai 1914, mais il a ensuite été conduit dans un camp de détention à Fort Wingate pour faire face à des accusations de violation des lois américaines sur la neutralité. Là, il a retenu les services juridiques du célèbre tireur et avocat Elfego Baca. Le procès de Salazar était prévu à Albuquerque fin novembre 1914, mais le 20, quelques jours avant son procès, il a réussi à organiser une évasion audacieuse. En avril 1915, son avocat Baca a été accusé d'avoir orchestré cette évasion.

## Retour à la Révolution
Salazar a été vu ensuite à El Paso au début de décembre 1914, traversant la frontière pour entrer au Mexique. Pendant les six mois suivants, il a été actif au Chihuahua, tentant d'organiser une contre-révolution contre le gouvernement de Venustiano Carranza. Ce mouvement était dirigé par l'ancien chef d'État Victoriano Huerta et son soutien Pascual Orozco, mais l'arrestation de ces deux derniers à la fin de juin 1915 a contrecarré le plan. Salazar est retourné au Nouveau-Mexique en juillet 1915 de son propre chef et s'est rendu aux autorités locales. Il a passé près de cinq mois en isolement carcéral à la prison de Santa Fe. Un jury fédéral l'a acquitté des accusations de parjure le 9 décembre 1915, et Salazar a quitté l'isolement carcéral. Il est immédiatement retourné au Mexique.

## Combats avec Pancho Villa

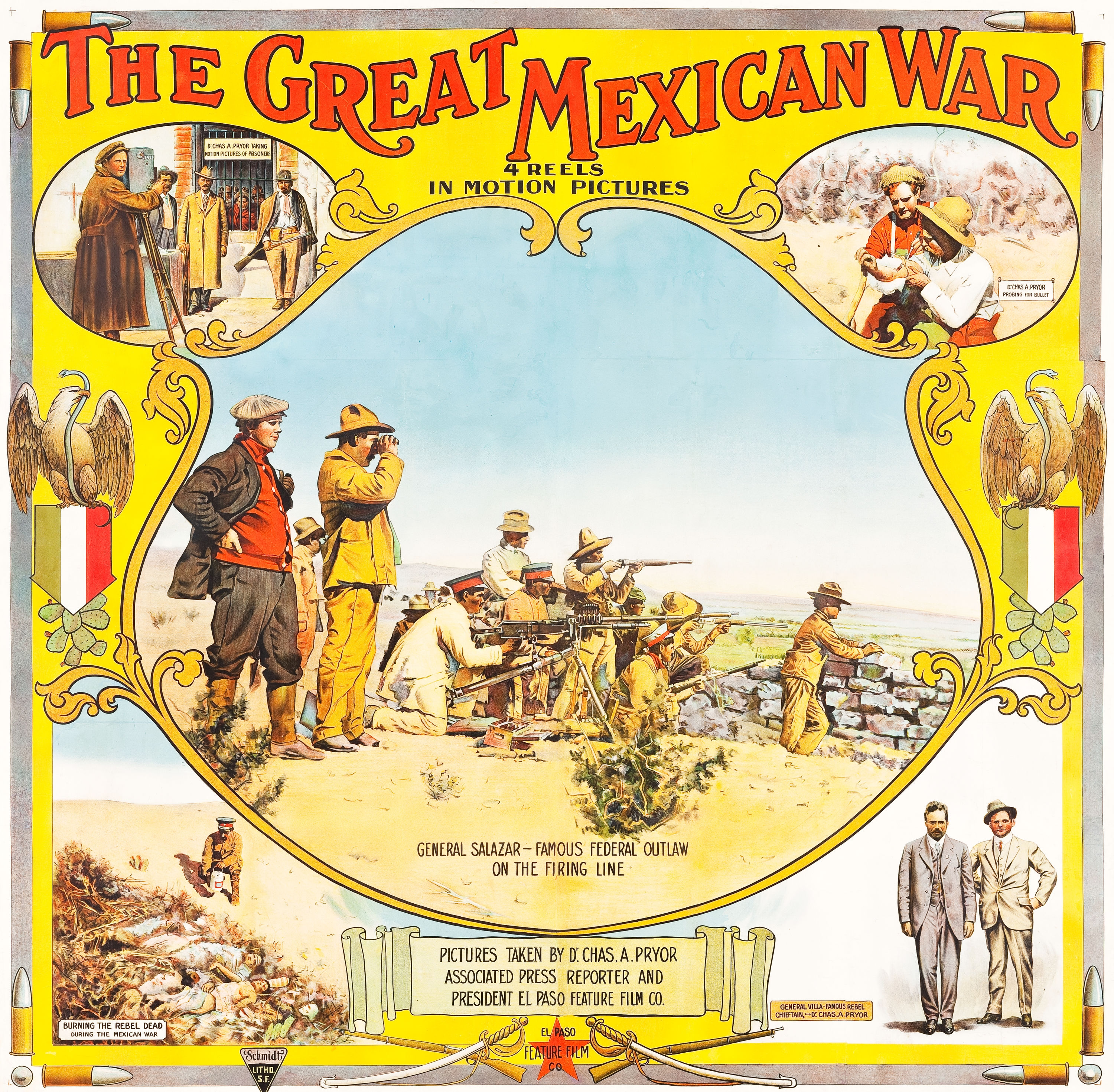
Affiche du film The Great Mexican War (1914 - El Paso Film Company) avec le général Salazar et Pancho Villa.

Avec Huerta et Orozco décédés, les soldats fédéraux de Carranza ont capturé et emprisonné Salazar en mai 1916 à Ciudad Chihuahua, mais en septembre, Pancho Villa a de nouveau attaqué la ville et libéré tous les prisonniers. Salazar a alors rejoint les forces rebelles de Villa. En novembre, Villa a appris que les soldats fédéraux avançaient vers le nord pour le confronter. Il a ordonné à son subordonné de se diriger vers le sud pour retarder l'attaque des fédéraux. Avec 3 000 hommes, Salazar a affronté 8 000 troupes fédérales. Bien qu'il ait été vaincu, il a pu se retirer en bon ordre. En décembre 1916, Villa et Salazar ont attaqué et pris la ville de Torreón. Ils ont capturé de grandes quantités de provisions et réussi à extorquer des sommes importantes aux marchands locaux et aux entreprises étrangères de la ville.
En avril 1917, José Inés Salazar était l'un des lieutenants les plus fiables de Villa et commandait plus de mille hommes. Il est déclaré mort au combat le 9 août 1917 à l'extérieur de l'hacienda de Nogales, dans l'État de Chihuahua.